# جزيرة مينياواكان
جزيرة مينياواكان وهي جزيرة من جزر إندونيسيا، وتقع ضمن جزر كاريمون جاوة في إقليم جاوة الوسطى.